# Nhà thờ chính tòa Alexander Nevsky, Tallinn

Nhà thờ chính tòa Alexander Nevsky

Nhà thờ chính tòa Alexander Nevsky là một nhà thờ Chính Thống giáo ở phố cổ Tallinn, Estonia. Nhà thờ này được xây dựng theo một thiết kế của Mikhail Preobrazhensky theo một phong cách điển hình của phong cách kiến trúc hồi sinh Nga giữa năm 1894 và 1900, trong khoảng thời gian khi đất nước là một phần của Đế quốc Nga. Đây là nhà thờ chính tòa và nhà thờ có mái vòm Chính Thống giáo lớn nhất của Tallinn. Nhà thờ dành cho Thánh Alexander Nevsky người giành chiến thắng năm 1242 trong Trận hồ Chudskoe trên hồ Peipus, trong vùng lãnh hải nay thuộc Estonia.
Khi Liên Xô theo đuổi chính sách phi tôn giáo, nhiều nhà thờ trong đó có nhà thờ này bị bỏ phế. Nhà thờ đã được phục hồi một cách tỉ mỉ từ khi Estonia giành được độc lập từ Liên Xô vào năm 1991.